# 大分県道40号飯田高原中村線
大分県道40号飯田高原中村線（おおいたけんどう40ごう はんだこうげんなかむらせん）は、大分県玖珠郡九重町を通る県道（主要地方道）である。

## 概説
玖珠郡九重町大字湯坪から大分自動車道九重ICを結ぶ。
もともと国道210号との交点である野上交差点が終点であったが、九重ICと国道210号を接続するために延長された。この延長区間には国道210号との重用区間が含まれている。また、大分県が制定した、九重連山観光の循環道路「ぐるっとくじゅう周遊道路」の一部に組み込まれている。九重町大字田野の大分県道621号田野庄内線分岐から終点の区間が指定されている。

### 路線データ
- 起点：玖珠郡九重町大字湯坪[4]（大分県道・熊本県道11号別府一の宮線交点）
- 終点：玖珠郡九重町大字右田[4]（大分自動車道 九重IC）
- 実延長：28.7185 km[1]

## 歴史
- 1993年（平成5年）5月11日 - 建設省から、県道飯田高原中村線が飯田高原中村線として主要地方道に指定される[5]。
- 2016年（平成28年）
  - 4月16日 - 熊本地震による落石および崖崩れのため、九州電力町田第2発電所 - 九酔渓・十三曲がり間の約4 kmが全面通行止めとなる[6]。
  - 4月28日 - 仮復旧工事が完了し、全線が通行可能となる[6]。
  - 6月23日 - 6月20日から連続で発生した土砂崩れ（計3ヶ所。最大で高さ、幅ともに約130 m）のために、猪牟田入口 - 九酔渓間約3.1 kmが全面通行止めとなる[7][8]。
  - 10月12日 - 通行止め区間が片側交互通行で全線開通[7]。

## 路線状況

### 重複区間
- 大分県道680号田野宝泉寺停車場線（玖珠郡九重町大字田野 地内）
- 大分県道621号田野庄内線（玖珠郡九重町大字田野 地内）
- 国道210号（玖珠郡九重町大字野上・野上交差点 - 玖珠郡九重町大字右田・九重インター入口交差点）

### 道路施設

#### トンネル
- 河内トンネル：延長15.5 m[1]、1954年（昭和29年）竣工、玖珠郡九重町

## 地理

### 通過する自治体
- 玖珠郡九重町

### 交差する道路
| 交差する道路                                 | 交差する場所 | 交差する場所           |
| -------------------------------------------- | ------------ | ---------------------- |
| 大分県道・熊本県道11号別府一の宮線           | 大字湯坪     | 起点                   |
| 大分県道680号田野宝泉寺停車場線 重複区間起点 | 大字田野     |                        |
| 大分県道680号田野宝泉寺停車場線 重複区間終点 | 大字田野     |                        |
| 大分県道621号田野庄内線 重複区間起点         | 大字田野     |                        |
| 大分県道621号田野庄内線 重複区間終点         | 大字田野     |                        |
| 国道210号 重複区間起点                       | 大字野上     | 野上交差点             |
| 国道210号 重複区間終点                       | 大字右田     | 九重インター入口交差点 |
| E34 大分自動車道                             | 大字右田     | 8 九重IC / 終点        |

### 交差する鉄道
- 久大本線

### 沿線
- 九重森林公園スキー場
- 湯坪温泉
- 飯田高原
- 九重町立飯田中学校
- 九重町立飯田小学校
- 九重"夢"大吊橋
- JR九州久大本線 豊後中村駅
- 九重町立野上小学校